# Dombeya pulchra
Dombeya pulchra är en malvaväxtart som beskrevs av Nicholas Edward Brown. Dombeya pulchra ingår i släktet Dombeya och familjen malvaväxter. Inga underarter finns listade i Catalogue of Life.

## Bildgalleri

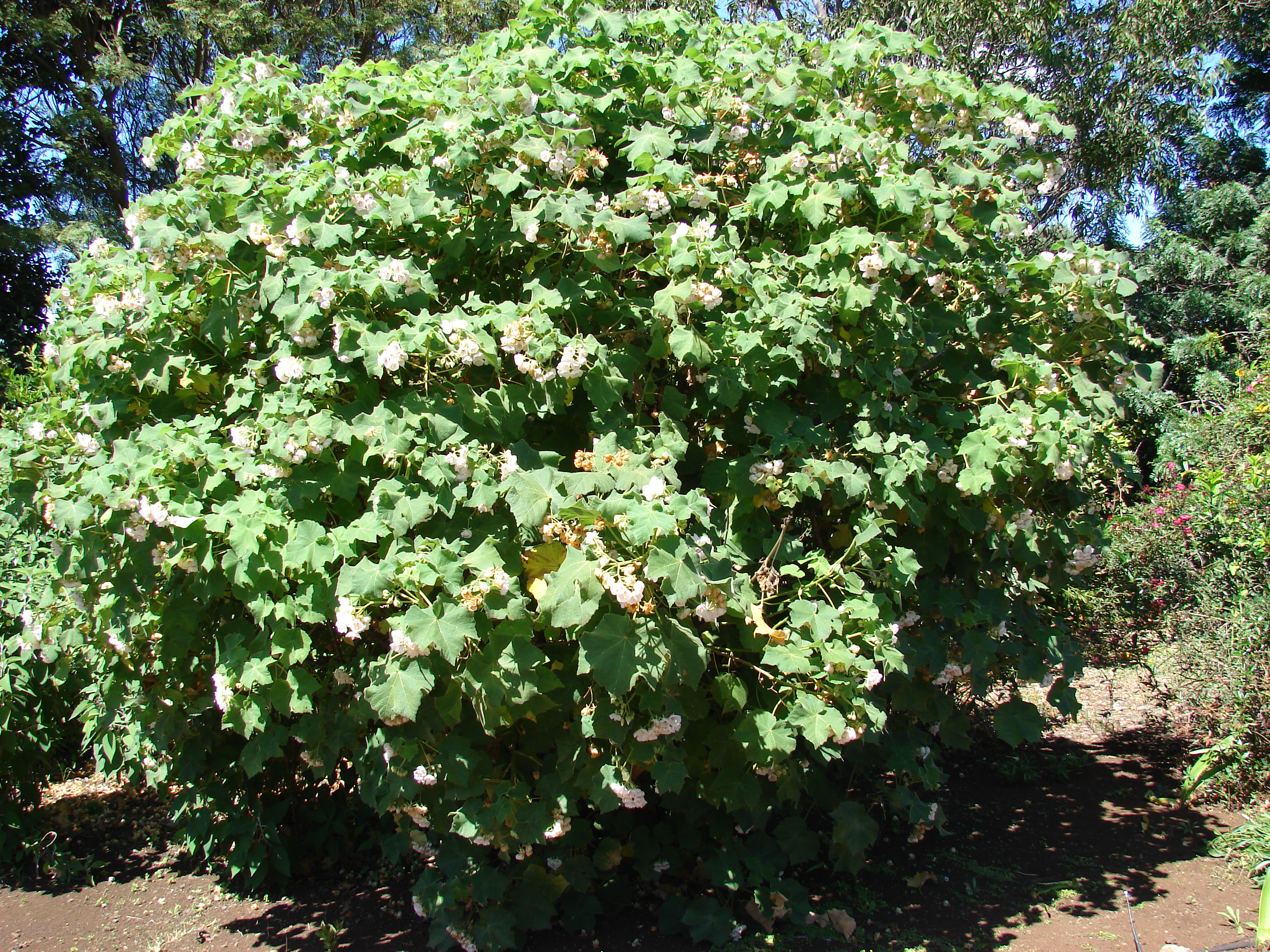
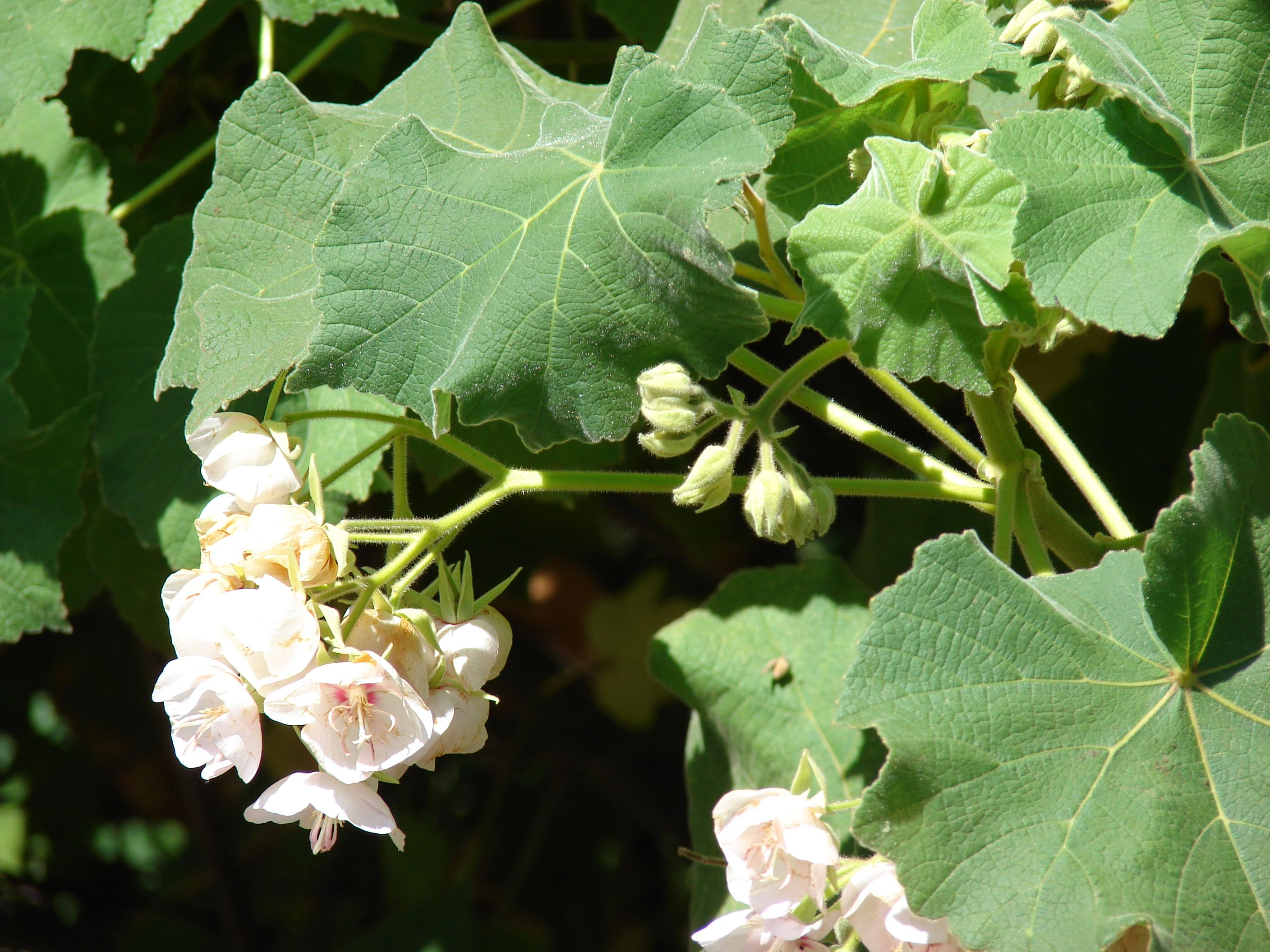
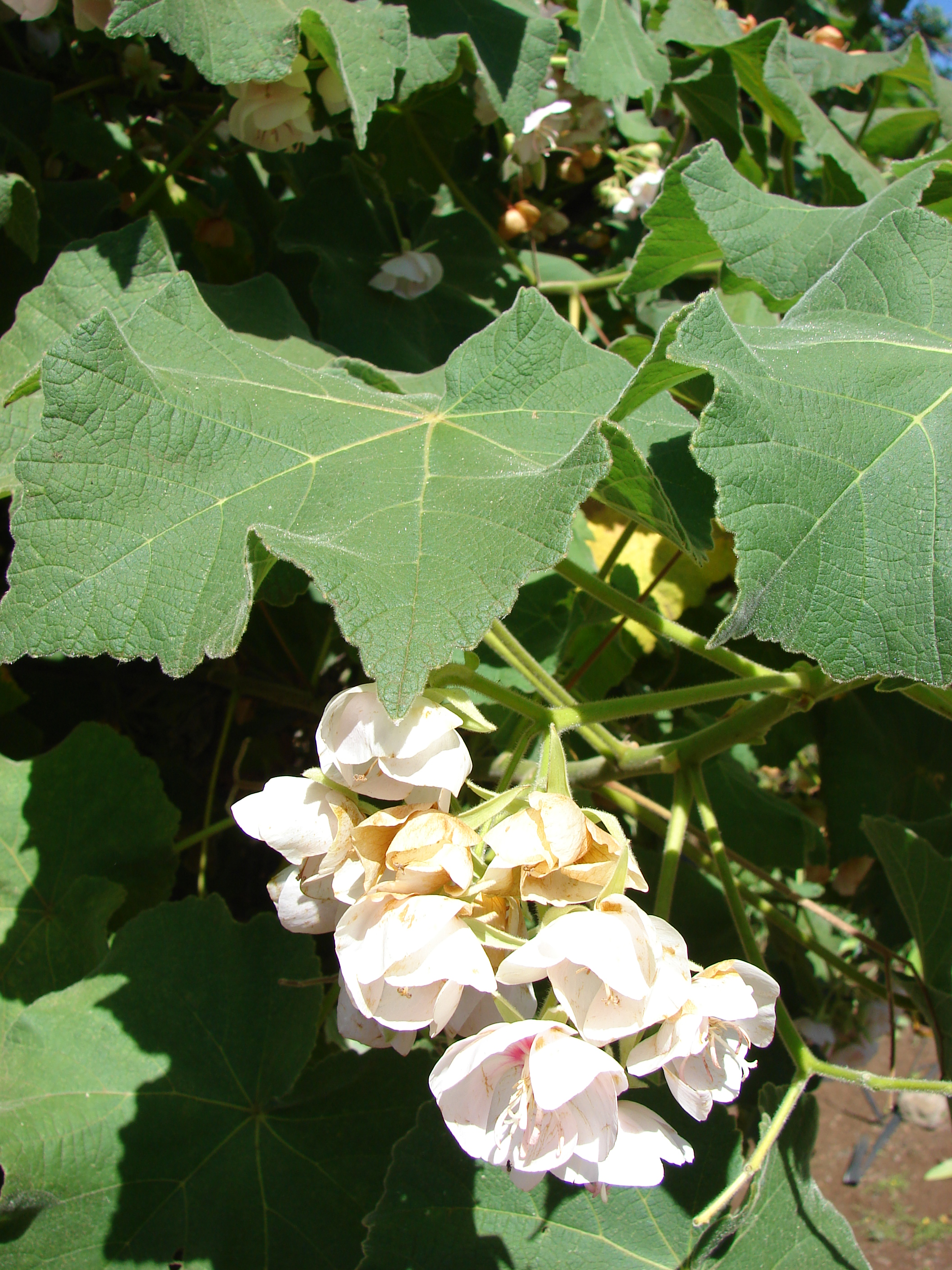
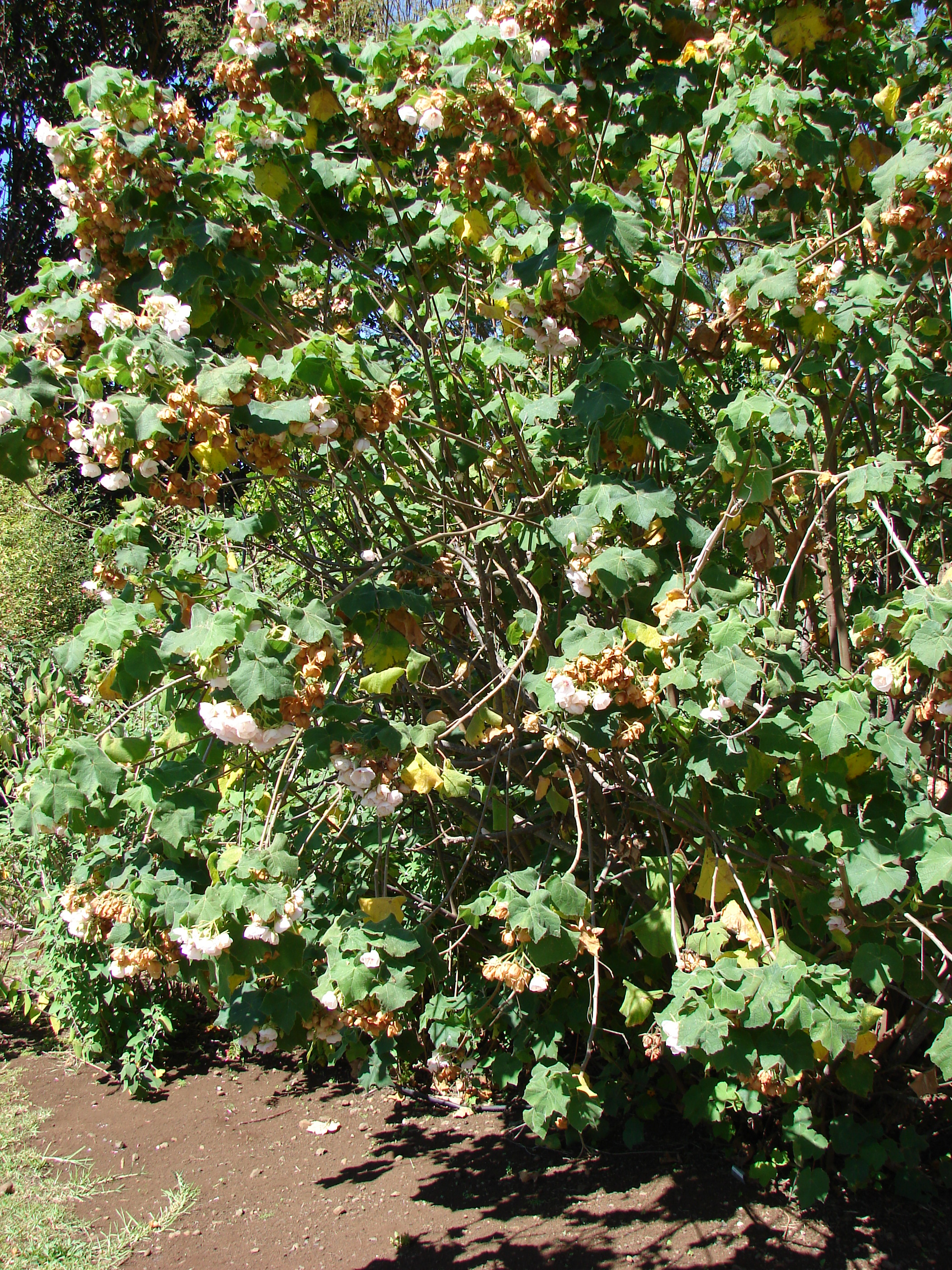
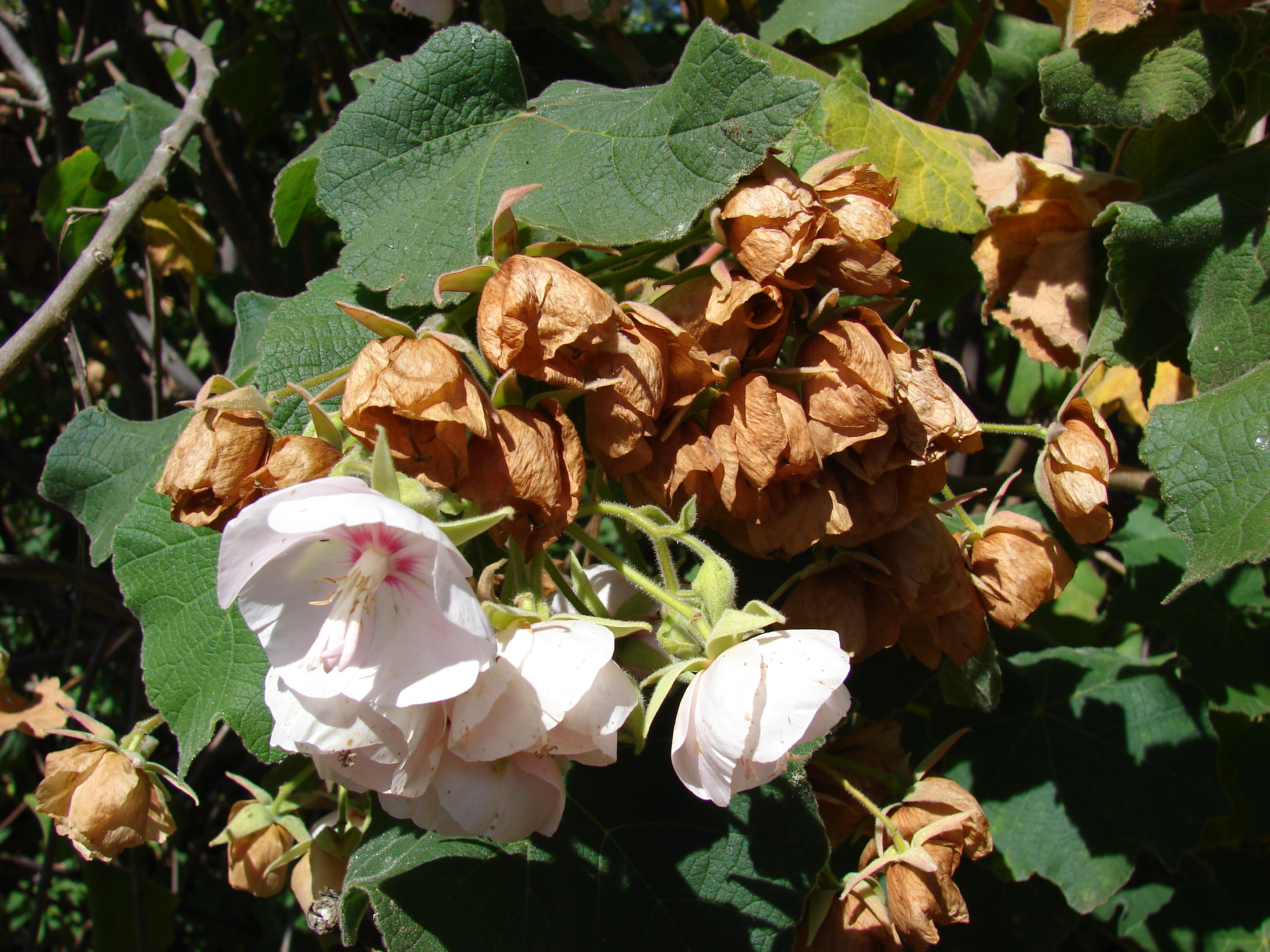
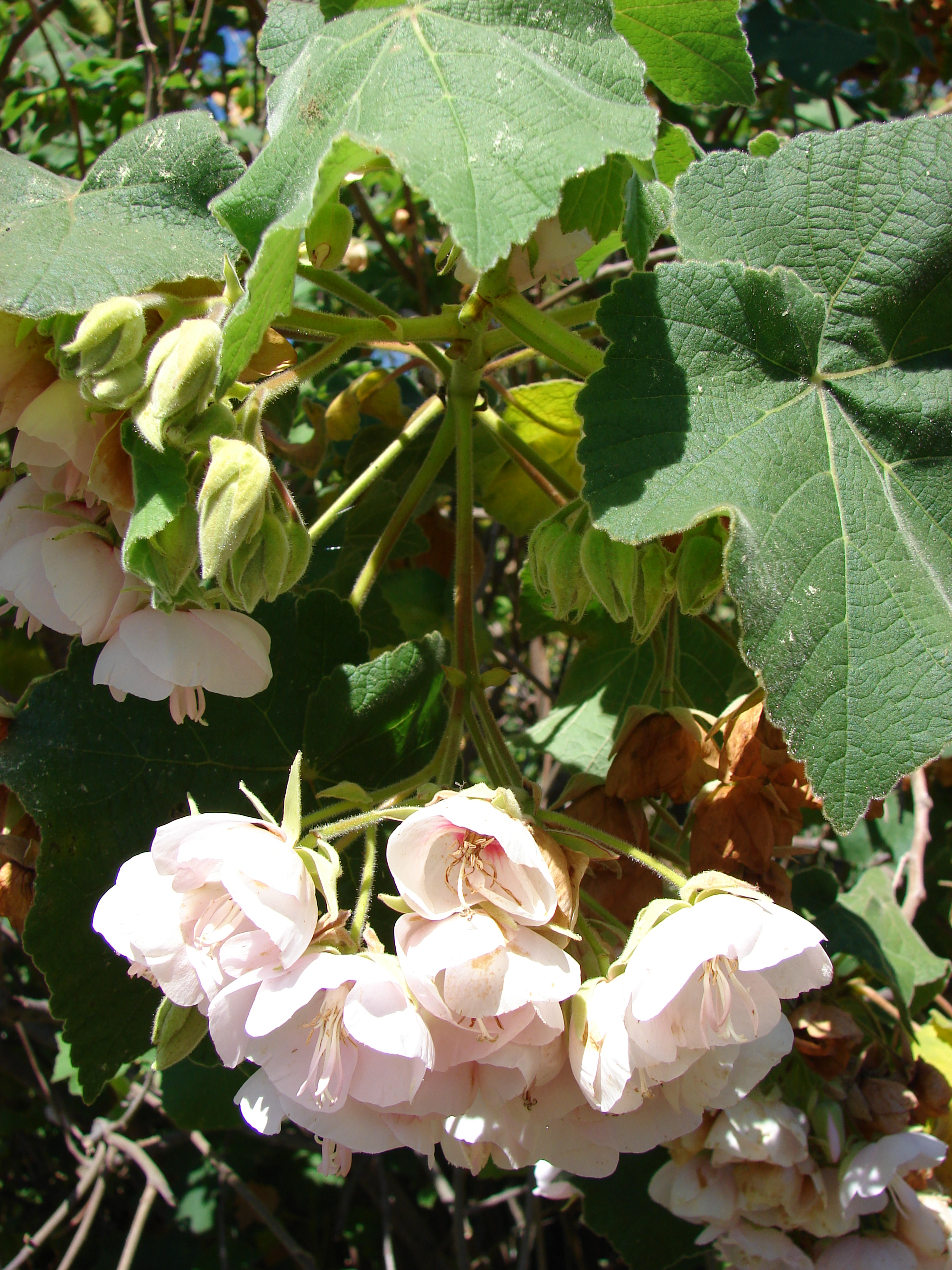